# Santa Clara (Renacimiento)
Santa Clara è un comune (corregimiento) della Repubblica di Panama situato nel distretto di Renacimiento, provincia di Chiriquí. Si estende su una superficie di 67 km² e conta una popolazione di 2.642 abitanti (censimento 2010).